# Resolució 2430 del Consell de Seguretat de les Nacions Unides
La Resolució 2430 del Consell de Seguretat de les Nacions Unides, fou adoptada per unanimitat el 26 de juliol de 2018. Després de reafirmar totes les resolucions sobre el conflicte de Xipre el Consell va ampliar el mandat de la Força de les Nacions Unides pel Manteniment de la Pau a Xipre (UNFICYP) durant sis mesos més fins al 31 de gener de 2019, alhora que, observant la manca de progressos després de la Conferència sobre Xipre a Crans-Montana l'agost del 2017, demana a les parts implicades i als líders de les dues comunitats a que es comprometin en el procés de solució del conflicte de Xipre. També va instar la implementació de mesures de foment de la confiança, inclosa l'obertura dels punts fronterers ja acordats, així com la promoció de contactes, intercanvis i cooperació entre comunitats.